# Хартлебен, Отто Эрих
Отто Эрих Хартлебен (нем. Otto Erich Hartleben; 1864—1905) — немецкий писатель, поэт-лирик, беллетрист, драматург, лингвист и переводчик.

## Биография
Отто Эрих Хартлебен родился 3 июня 1864 года в городе Клаусталь-Целлерфельде (королевство Ганновер), ныне в земле Нижняя Саксония (Германия).
Выступил со стихами и повестями в духе Ги де Мопассана, подчеркивая реалистически грубую сторону жизни и обличая буржуазную пошлость. Его лирика («Meine Verse», 1895) не особо оригинальна, но смела по форме и соединяет изящество с натурализмом содержания («Rückkehr zur Natur» и другие).
Основная нота поэзии О. Э. Хартлебена — ирония над самим собой: прочувствованные любовные стихотворения он озаглавливает «Prosa der Liebe», противопоставляя в них тон римских элегий реалистическому содержанию. В рассказах и повестях Хартлебена иронический тон служит прикрытием для его чувствительности.
Специальность Отто Эриха Хартлебена — рассказы, сочетающие открытый цинизм со сдержанной сентиментальностью. Таковы: «Die Geschichte vom abgerissenem Knopf» (1892), «Vom gastfreien Pastor» (1895), «Die Serenyi» (1891), «Studententagebuch» (1888). Во всех этих рассказах Хартлебен — виртуозный сатирик, но внутреннее равнодушие, отсутствие всякой идейности лишает его глубины: он только насмешник без идеалов. Большой недостаток его рассказов — необыкновенная глупость действующих лиц, которых слишком легко дурачат в жизни. В драме Хартлебен тоже соединяет сентиментальность с иронией и дает колоритные бытовые картины разных слоев немецкого общества, основной его прием — изображать серьёзные драматические столкновения, вытекающие из ничтожных житейских поводов.
Он начал с пародии на ибсеновские мистические драмы, как «Брандт» и др., в «Der Frosch», потом писал много драм и комедий. Драма «Angèle» (1891) рисует в очень непривлекательном свете корыстность женщин. «Hanna Jagert» (1893) — сатирическая комедия тоже на тему женского легкомыслия. Другие пьесы Хартлебена: «Erziehung zur Ehe» (1893), «Ein Ehrenwort» (1894), «Die Sittliche Forderung». Все они в ироническом тоне рисуют торжество житейской практичности над идеализмом возвышенных натур. Большой успех успех имела его драма «Rosenmontag», построенная на столкновении сословной офицерской чести с голосом сердца и совести. Вопрос не разрешен в драме и разработан без достаточной психологической мотивировки. Положения неправдоподобны, трагизм обстоятельств надуманный, но в изображении среды прекрасно воссоздана атмосфера офицерской жизни, и в этом причина огромного успеха драмы.
Отто Эрих Хартлебен умер 11 февраля 1905 года в итальянском городке Сало.

## Избранная библиография
- Studenten-Tagebuch 1885—1886, 1886
- Zwei verschiedene Geschichten, 1887
- Der Frosch. Familiendrama in einem Act nach Henrik Ipse, 1889
- Angele, Komödie, 1891
- Die Serényi, 1891
- Die Erziehung zur Ehe, 1893
- Hanna Jagert, 1893
- Die Geschichte vom abgerissenen Knopfe, 1893
- Ein Ehrenwort, Schauspiel, 1894
- Meine Verse, Gedichte, 1895
- Vom gastfreien Pastor, 1895
- Die sittliche Forderung. Comödie in einem Act, 1897
- Der römische Maler, 1898
- Ein wahrhaft guter Mensch, 1899
- Die Befreiten, 1899
- Rosenmontag. Eine Offiziers-Tragödie in fünf Acten, 1900
- Von reifen Früchten. Meine Verse, zweiter Teil, 1902
- Der Halkyonier. Ein Buch Schlußreime, 1904
- Liebe kleine Mama, 1904
- Diogenes. Szenen einer Komödie in Versen, 1905
- Im grünen Baum zur Nachtigall, 1905
- Das Ehefest, Wien 1906
- Tagebuch. Fragment eines Lebens, Мюнхен, 1906
- Ausgewählte Werke, Берлин, 1909
- Aphorismen, Инсбрук, 1920.